# Пеннсбері Тауншип (округ Честер, Пенсільванія)
Пеннсбері Тауншип (англ. Pennsbury Township) — селище (англ. township) в США, в окрузі Честер штату Пенсільванія. Населення — 3876 осіб (2020).

## Демографія
Згідно з переписом 2010 року, у селищі мешкали 3604 особи в 1466 домогосподарствах у складі 1016 родин. Було 1550 помешкань
Расовий склад населення:
| - 94,6 % — білих - 3,1 % — азіатів - 0,7 % — чорних або афроамериканців - 0,1 % — корінних американців |

До двох чи більше рас належало 1,2 %. Частка іспаномовних становила 1,4 % від усіх жителів.
За віковим діапазоном населення розподілялося таким чином: 22,4 % — особи молодші 18 років, 49,3 % — особи у віці 18—64 років, 28,3 % — особи у віці 65 років та старші. Медіана віку мешканця становила 50,9 року. На 100 осіб жіночої статі у селищі припадало 89,6 чоловіків;  на 100 жінок у віці від 18 років та старших — 84,7 чоловіків також старших 18 років.
Середній дохід на одне домашнє господарство  становив 142 191 долар США (медіана — 110 521), а середній дохід на одну сім'ю — 160 560 доларів (медіана — 136 375). Медіана доходів становила 121 406 доларів для чоловіків та 82 326 доларів для жінок. За межею бідності перебувало 1,9 % осіб, у тому числі 1,9 % дітей у віці до 18 років та 4,7 % осіб у віці 65 років та старших.
Цивільне працевлаштоване населення становило 1403 особи. Основні галузі зайнятості: освіта, охорона здоров'я та соціальна допомога — 24,7 %, науковці, спеціалісти, менеджери — 16,9 %, фінанси, страхування та нерухомість — 12,4 %, виробництво — 11,2 %.